# キュン (曲)
「キュン」は、日本の女性アイドルグループ日向坂46のデビューシングル。秋元康が作詞、野村陽一郎が作曲した。2019年3月27日に1枚目のシングルとしてSony Recordsより発売された。楽曲のセンターポジションは小坂菜緒が務めた。2019年12月31日に放送された『第70回NHK紅白歌合戦』の歌唱曲となり、グループ初の紅白出場を果たした。

## 背景とリリース
Blu-ray付属の初回仕様限定盤 TYPE-A・B・C、CDのみの通常盤の4形態で発売。
2019年2月11日、動画配信サービス『SHOWROOM』で発売日が発表され、発売に先立ち、表題曲「キュン」が同年3月1日に『SHOWROOM』で生配信、日向坂46公式サイトで音源一部初公開。選抜メンバーおよびセンターポジションは同月4日（3日深夜）放送の日向坂46の冠番組『ひらがな推し』で発表、同日にフルサイズ音源を公開した。ミュージック・ビデオは同月5日に日向坂46公式サイト、YouTubeで公開された。
「キュン」は音楽制作に携わったプロデューサーの田中博信によると、「キーはマイナーなのに、彼女たちのトーンがキラキラしていてすごくキャッチ―に聴こえる曲」であると述べている。音楽ライターの南波一海は、「今までのけやき坂46の曲はメッセージ性が強くて覚えやすい曲は少なかったが、本曲は同じ音の繰り返しでインパクトが強く、キャッチ―で覚えやすい」と評している。
「JOYFUL LOVE」はけやき坂46時代の2018年10月にオンエアされた『メチャカリ』のCM「MECHAKARI JOYFUL LOVE」篇のタイアップで、小坂菜緒が全員曲で初めてセンターを務めた曲である。ストレートな歌詞のラブソングで、田中博信はけやき坂46の集大成となったと語っている。ライブでも人気の高いミディアムナンバーで、客席のペンライトがブロックごとに色分けされて虹色に輝く、ファンが独自に始めた演出がなされる。
「ときめき草」は表題曲の候補に挙がっていた、切ない曲調の作品。南波一海は「アップテンポな恋愛ソングだが、坂道シリーズのカッコいい系の曲を踏襲するようなメロディ」と評している。
「耳に落ちる涙」は一期生曲で、思春期の男子の心情を歌った青春ソングである。
「Footsteps」は女性誌でモデルを務める5人のユニット曲で、高本彩花が初めてセンターを務めた。
「沈黙が愛なら」は二期生曲で、田中博信は「小坂菜緒と河田陽菜が出だしを歌っているが、これが二期生のトーン」と語っている。

## アートワーク
| TYPE-A 表 | 小坂菜緒・齊藤京子・加藤史帆                                                                 |
| TYPE-B 表 | 河田陽菜・佐々木久美・佐々木美玲・丹生明里                                                   |
| TYPE-C 表 | 柿崎芽実・高本彩花・東村芽依・渡邉美穂                                                       |
| 通常盤 表 | 井口眞緒・潮紗理菜・上村ひなの・金村美玖・高瀬愛奈・富田鈴花・濱岸ひより・松田好花・宮田愛萌 |

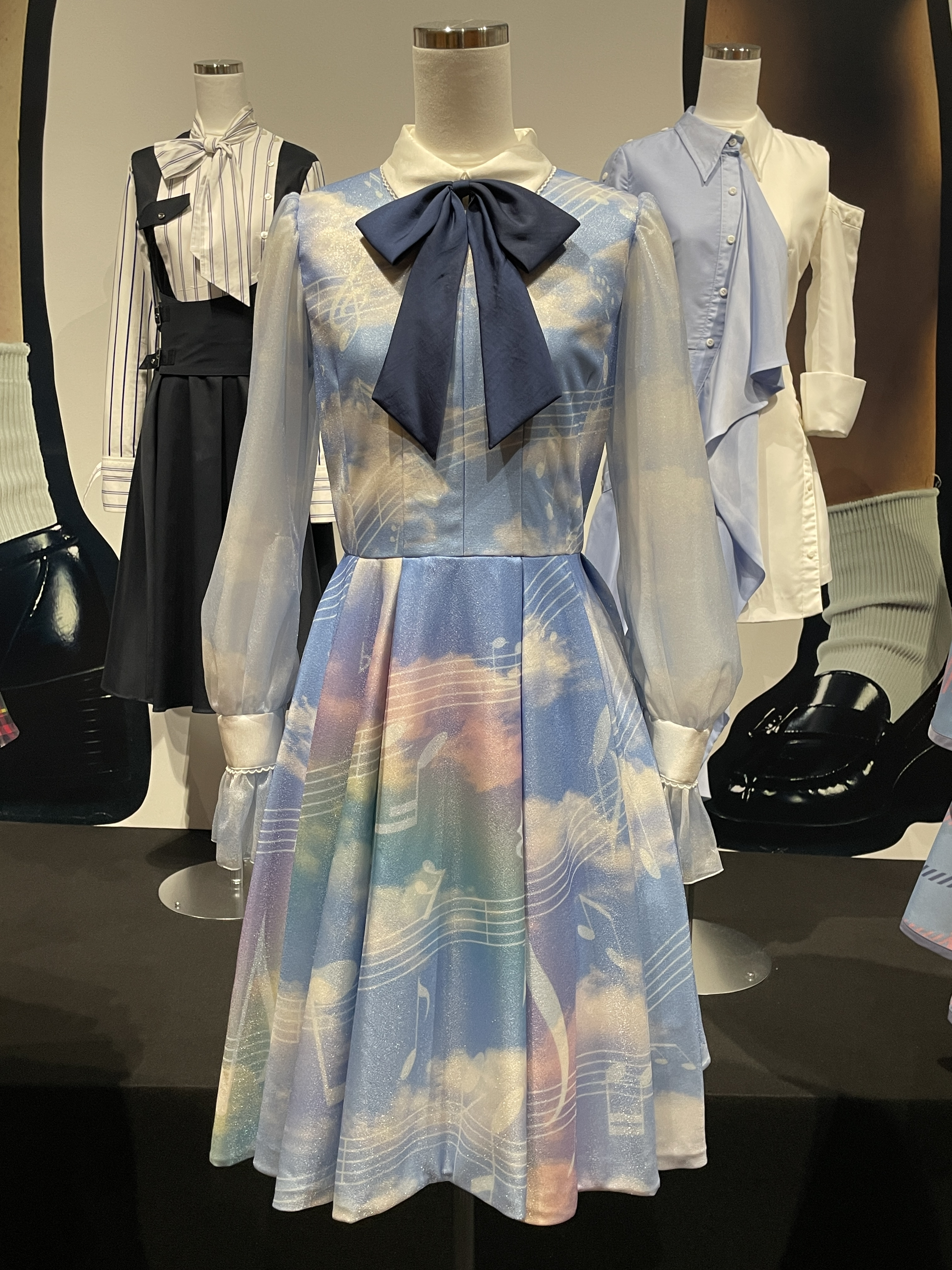
六本木ミュージアムの日向坂46展「WE R!」で展示された『キュン』の衣装（2024年5月13日撮影）

ジャケットのテーマは「部室棟での学校生活」であり、美術部や音楽部などの教室を作って撮影された。撮影は笹原清明が担当。

## 受賞
2020年9月、『MTV Video Music Awards Japan 2019』において『キュン』が
最優秀振付け賞を受賞。

## チャート成績
発売初日のオリコンデイリーランキングで約36万枚を記録し、欅坂46の『サイレントマジョリティー』で記録した「女性アーティストの1stシングルによる初週売上枚数」を1日分の売上のみで更新した。その後、2019年4月8日付の週間ランキングでも初週推定売上約47万6000枚を記録し、初登場1位を獲得した。さらに同年5月13日付のオリコン週間シングルランキングでも通算2度目の1位を獲得。シングルランキングでの1位返り咲きは2018年1月15日付の乃木坂46の『逃げ水』が記録して以来1年4か月ぶりの快挙となった。この週は2019年5月1日に元号が平成から令和となってから最初の週間ランキングであり、本作は令和時代初の1位獲得曲となった。また、初登場時での1位獲得は平成時代であるため、同一曲で平成と令和の2つの時代でのオリコン週間シングルランキング1位を獲得した曲となった。
デビューシングル（1stシングル）で1位を獲得するのはKing & Princeの『シンデレラガール』以来の記録となった。

## ミュージック・ビデオ
キュン
監督：安藤隼人 / 振付：CRE8BOY / 制作：P.I.C.S.
学校が舞台、廊下や教室などでメンバーが踊っていると他の生徒たちもつられて踊りだすという内容、メンバーの明るさやポジティブなパワーをダンスで表現、日本初の試みだというカメラ搭載のラジコンカー「RadCamX」を撮影に使用したシーンは視線が低く疾走感ある映像に仕上がった。撮影は公立諏訪東京理科大学で行われた。
JOYFUL LOVE
監督：池田一真 / 振付：CRE8BOY / 制作：P.I.C.S.
「他人と自分・1人と複数人。人との繋がりとそれで生まれる障害と力を再発見する。」をテーマに養老天命反転地で撮影された。振り付けは、「不思議なロケ地にあった不思議なイメージを持ったものにしてほしい」という監督のオーダーを受けて作られた。
ときめき草
監督：池田一真 / 振付：TAKAHIRO / 制作：P.I.C.S.
学校、仕事中、食事中、日々の様々な生活の中でのセンセーショナルな閃き。悲しいこと、嬉しいこと、楽しいこと、日々の生活の中にある事件でエフェクトする感情。ある時ふいに舞い降りる無敵モードになっている瞬間が、ダンスパフォーマンスで描かれている。

## メディアでの使用
キュン
ストライプインターナショナル 「メチャカリ」CMソング。
読売ジャイアンツ山上信吾選手 登場曲（2020年シーズン）。
UNI‘S ONAIR CMソング。
JOYFUL LOVE
ストライプインターナショナル「メチャカリ」CMソング。
ときめき草
テレビ東京『日向坂で会いましょう』タイトルコール使用楽曲（一部放送回を除く）。

## シングル収録トラック

### TYPE-A
| #         | タイトル                        | 作詞      | 作曲                | 編曲       | 時間  |
| --------- | ------------------------------- | --------- | ------------------- | ---------- | ----- |
| 1.        | 「キュン」                      | 秋元康    | 野村陽一郎          | 野村陽一郎 | 5:00  |
| 2.        | 「JOYFUL LOVE」                 | 秋元康    | 前迫潤哉、Dr.Lilcom | Dr.Lilcom  | 4:35  |
| 3.        | 「耳に落ちる涙」                | 秋元康    | 西井昌明            | 若田部誠   | 4:34  |
| 4.        | 「キュン off vocal ver.」       |           | 野村陽一郎          | 野村陽一郎 | 5:00  |
| 5.        | 「JOYFUL LOVE off vocal ver.」  |           | 前迫潤哉、Dr.Lilcom | Dr.Lilcom  | 4:35  |
| 6.        | 「耳に落ちる涙 off vocal ver.」 |           | 西井昌明            | 若田部誠   | 4:33  |
| 合計時間: | 合計時間:                       | 合計時間: | 合計時間:           | 合計時間:  | 28:17 |

| #         | タイトル                                                | 作詞      | 作曲・編曲 | 監督     | 時間 |
| --------- | ------------------------------------------------------- | --------- | ---------- | -------- | ---- |
| 1.        | 「キュン Music Video」                                  |           |            | 安藤隼人 | 5:10 |
| 2.        | 「JOYFUL LOVE Music Video」                             |           |            | 池田一真 | 4:43 |
| 3.        | 「井口眞緒」(けやき坂46ストーリー ～ひなたのほうへ～)   |           |            | 頃安祐良 | 7:06 |
| 4.        | 「柿崎芽実」(けやき坂46ストーリー ～ひなたのほうへ～)   |           |            | 頃安祐良 | 6:23 |
| 5.        | 「佐々木美玲」(けやき坂46ストーリー ～ひなたのほうへ～) |           |            | 頃安祐良 | 6:42 |
| 6.        | 「高瀬愛奈」(けやき坂46ストーリー ～ひなたのほうへ～)   |           |            | 頃安祐良 | 6:15 |
| 7.        | 「河田陽菜」(けやき坂46ストーリー ～ひなたのほうへ～)   |           |            | 頃安祐良 | 6:00 |
| 8.        | 「小坂菜緒」(けやき坂46ストーリー ～ひなたのほうへ～)   |           |            | 頃安祐良 | 8:20 |
| 9.        | 「松田好花」(けやき坂46ストーリー ～ひなたのほうへ～)   |           |            | 頃安祐良 | 7:21 |
| 合計時間: | 合計時間:                                               | 合計時間: | 58:00      |          |      |

### TYPE-B
| #         | タイトル                       | 作詞      | 作曲                | 編曲       | 時間  |
| --------- | ------------------------------ | --------- | ------------------- | ---------- | ----- |
| 1.        | 「キュン」                     | 秋元康    | 野村陽一郎          | 野村陽一郎 | 5:00  |
| 2.        | 「JOYFUL LOVE」                | 秋元康    | 前迫潤哉、Dr.Lilcom | Dr.Lilcom  | 4:35  |
| 3.        | 「Footsteps」                  | 秋元康    | 野井洋児            | 野井洋児   | 4:54  |
| 4.        | 「キュン off vocal ver.」      |           | 野村陽一郎          | 野村陽一郎 | 5:00  |
| 5.        | 「JOYFUL LOVE off vocal ver.」 |           | 前迫潤哉、Dr.Lilcom | Dr.Lilcom  | 4:35  |
| 6.        | 「Footsteps off vocal ver.」   |           | 野井洋児            | 野井洋児   | 4:53  |
| 合計時間: | 合計時間:                      | 合計時間: | 合計時間:           | 合計時間:  | 28:57 |

| #         | タイトル                                                | 作詞      | 作曲・編曲 | 監督     | 時間 |
| --------- | ------------------------------------------------------- | --------- | ---------- | -------- | ---- |
| 1.        | 「キュン Music Video」                                  |           |            | 安藤隼人 | 5:10 |
| 2.        | 「Footsteps Music Video」                               |           |            | 横堀光範 | 5:17 |
| 3.        | 「潮紗理菜」(けやき坂46ストーリー ～ひなたのほうへ～)   |           |            | 頃安祐良 | 7:03 |
| 4.        | 「齊藤京子」(けやき坂46ストーリー ～ひなたのほうへ～)   |           |            | 頃安祐良 | 6:41 |
| 5.        | 「金村美玖」(けやき坂46ストーリー ～ひなたのほうへ～)   |           |            | 頃安祐良 | 6:18 |
| 6.        | 「富田鈴花」(けやき坂46ストーリー ～ひなたのほうへ～)   |           |            | 頃安祐良 | 6:37 |
| 7.        | 「渡邉美穂」(けやき坂46ストーリー ～ひなたのほうへ～)   |           |            | 頃安祐良 | 6:00 |
| 8.        | 「上村ひなの」(けやき坂46ストーリー ～ひなたのほうへ～) |           |            | 頃安祐良 | 5:37 |
| 合計時間: | 合計時間:                                               | 合計時間: | 48:43      |          |      |

### TYPE-C
| #         | タイトル                       | 作詞      | 作曲                | 編曲           | 時間  |
| --------- | ------------------------------ | --------- | ------------------- | -------------- | ----- |
| 1.        | 「キュン」                     | 秋元康    | 野村陽一郎          | 野村陽一郎     | 5:00  |
| 2.        | 「JOYFUL LOVE」                | 秋元康    | 前迫潤哉、Dr.Lilcom | Dr.Lilcom      | 4:35  |
| 3.        | 「ときめき草」                 | 秋元康    | 御子柴リョーマ      | 御子柴リョーマ | 4:15  |
| 4.        | 「キュン off vocal ver.」      |           | 野村陽一郎          | 野村陽一郎     | 5:00  |
| 5.        | 「JOYFUL LOVE off vocal ver.」 |           | 前迫潤哉、Dr.Lilcom | Dr.Lilcom      | 4:35  |
| 6.        | 「ときめき草 off vocal ver.」  |           | 御子柴リョーマ      | 御子柴リョーマ | 4:13  |
| 合計時間: | 合計時間:                      | 合計時間: | 合計時間:           | 合計時間:      | 27:38 |

| #         | タイトル                                                | 作詞      | 作曲・編曲 | 監督     | 時間 |
| --------- | ------------------------------------------------------- | --------- | ---------- | -------- | ---- |
| 1.        | 「キュン Music Video」                                  |           |            | 安藤隼人 | 5:10 |
| 2.        | 「ときめき草 Music Video」                              |           |            | 池田一真 | 4:25 |
| 3.        | 「加藤史帆」(けやき坂46ストーリー ～ひなたのほうへ～)   |           |            | 頃安祐良 | 7:07 |
| 4.        | 「佐々木久美」(けやき坂46ストーリー ～ひなたのほうへ～) |           |            | 頃安祐良 | 7:35 |
| 5.        | 「高本彩花」(けやき坂46ストーリー ～ひなたのほうへ～)   |           |            | 頃安祐良 | 7:01 |
| 6.        | 「東村芽依」(けやき坂46ストーリー ～ひなたのほうへ～)   |           |            | 頃安祐良 | 8:27 |
| 7.        | 「丹生明里」(けやき坂46ストーリー ～ひなたのほうへ～)   |           |            | 頃安祐良 | 7:03 |
| 8.        | 「濱岸ひより」(けやき坂46ストーリー ～ひなたのほうへ～) |           |            | 頃安祐良 | 6:56 |
| 9.        | 「宮田愛萌」(けやき坂46ストーリー ～ひなたのほうへ～)   |           |            | 頃安祐良 | 7:34 |
| 合計時間: | 合計時間:                                               | 合計時間: | 61:18      |          |      |

### 通常盤
| #         | タイトル                        | 作詞      | 作曲                | 編曲                   | 時間  |
| --------- | ------------------------------- | --------- | ------------------- | ---------------------- | ----- |
| 1.        | 「キュン」                      | 秋元康    | 野村陽一郎          | 野村陽一郎             | 5:00  |
| 2.        | 「JOYFUL LOVE」                 | 秋元康    | 前迫潤哉、Dr.Lilcom | Dr.Lilcom              | 4:35  |
| 3.        | 「沈黙が愛なら」                | 秋元康    | サトウシンゴ        | サトウシンゴ、長田直也 | 4:24  |
| 4.        | 「キュン off vocal ver.」       |           | 野村陽一郎          | 野村陽一郎             | 5:00  |
| 5.        | 「JOYFUL LOVE off vocal ver.」  |           | 前迫潤哉、Dr.Lilcom | Dr.Lilcom              | 4:35  |
| 6.        | 「沈黙が愛なら off vocal ver.」 |           | サトウシンゴ        | サトウシンゴ、長田直也 | 4:23  |
| 合計時間: | 合計時間:                       | 合計時間: | 合計時間:           | 合計時間:              | 27:57 |

### Special Edition
| 全作詞: 秋元康。 |                  |           |                     |                        |      |
| #                | タイトル         | 作詞      | 作曲                | 編曲                   | 時間 |
| 1.               | 「キュン」       | 秋元康    | 野村陽一郎          | 野村陽一郎             | 5:00 |
| 2.               | 「JOYFUL LOVE」  | 秋元康    | 前迫潤哉、Dr.Lilcom | Dr.Lilcom              | 4:35 |
| 3.               | 「耳に落ちる涙」 | 秋元康    | 西井昌明            | 若田部誠               | 4:34 |
| 4.               | 「Footsteps」    | 秋元康    | 野井洋児            | 野井洋児               | 4:54 |
| 5.               | 「ときめき草」   | 秋元康    | 御子柴リョーマ      | 御子柴リョーマ         | 4:15 |
| 6.               | 「沈黙が愛なら」 | 秋元康    | サトウシンゴ        | サトウシンゴ、長田直也 | 4:24 |
| 合計時間:        | 合計時間:        | 合計時間: | 合計時間:           | 27:42                  |      |

## 選抜メンバー

### キュン
（センター：小坂菜緒）
- 3列目：富田鈴花、濱岸ひより、高瀬愛奈、松田好花、上村ひなの、金村美玖、井口眞緒、宮田愛萌、潮紗理菜[11]
- 2列目：佐々木久美、丹生明里、河田陽菜、高本彩花、渡邉美穂、東村芽依[11]
- 1列目：佐々木美玲、齊藤京子、小坂菜緒、加藤史帆、柿崎芽実[11]

### JOYFUL LOVE
（センター：小坂菜緒）
- 井口眞緒、潮紗理菜、柿崎芽実、加藤史帆、齊藤京子、佐々木久美、佐々木美玲、高瀬愛奈、高本彩花、東村芽依、金村美玖、河田陽菜、小坂菜緒、富田鈴花、丹生明里、濱岸ひより、松田好花、宮田愛萌、渡邉美穂[9]

### 耳に落ちる涙
（センター：加藤史帆）
- 井口眞緒、潮紗理菜、柿崎芽実、加藤史帆、齊藤京子、佐々木久美、佐々木美玲、高瀬愛奈、高本彩花、東村芽依[9]

### Footsteps
（ユニット：浅草姉妹）
（センター：高本彩花）
- 佐々木久美、佐々木美玲、加藤史帆、高本彩花、小坂菜緒[45]

### ときめき草
（センター：小坂菜緒）
- 井口眞緒、潮紗理菜、柿崎芽実、加藤史帆、齊藤京子、佐々木久美、佐々木美玲、高瀬愛奈、高本彩花、東村芽依、金村美玖、河田陽菜、小坂菜緒、富田鈴花、丹生明里、濱岸ひより、松田好花、宮田愛萌、渡邉美穂、上村ひなの[9]

### 沈黙が愛なら
（センター：小坂菜緒）
- 金村美玖、河田陽菜、小坂菜緒、富田鈴花、丹生明里、濱岸ひより、松田好花、宮田愛萌、渡邉美穂[9]